# Borda

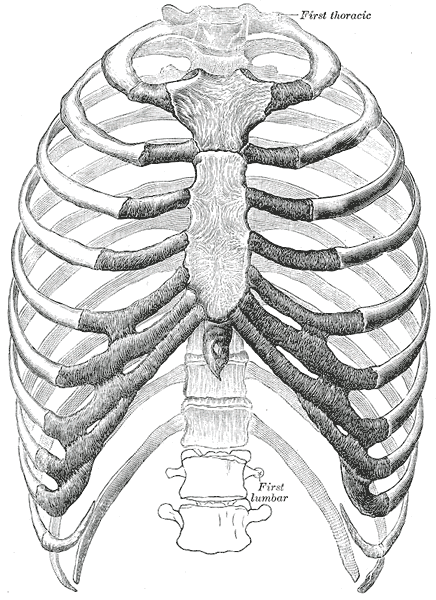
Az ember bordái. (A kosztális porcokat sötét szín jelzi.)

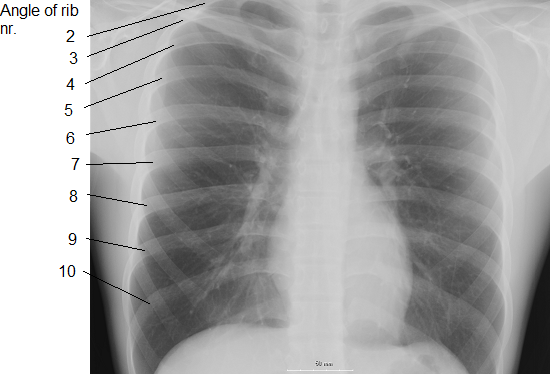
Egy emberi mellkasról készült röntgenfelvétel

A gerincesek anatómiájában a bordák (latinul costae) hosszú, hajlott csontok, melyek a legtöbb gerincesnél a mellkas (görögül θώραξ / thórax, latinul thorax) vázát alkotják, lehetővé teszik a tüdők és a mellkas kitágulását, emellett pedig védik a tüdőket, a szívet és a mellkasban levő többi belső szervet. Egyes állatoknál, különösen a kígyóknál a bordák hozzájárulnak az egész test védelméhez.

## Emberi anatómia
Az emberi mellkas (thorax) csontos alkotói: hátcsigolyák (vertebrae thoracicae), bordák (costae) és a szegycsont (sternum).
Az ember 12 pár bordával rendelkezik (ritkán előfordulhatnak számbeli eltérések).
A felső 7 pár borda valódi borda (costae verae), az utolsó 5 pár borda álborda (costae spuriae). Hátul a hátcsigolyákról erednek, a felső 7 pár borda közvetlenül a sternumhoz kapcsolódik (incisura sternalisokba), a 8-10. bordák a felettük lévő borda porcához rögzülnek. A 11-12. bordák porcai szabadon végződnek (lengőbordák, costae fluctuantes). A 7-10. bordák porcai összenőve és a 11-12. bordák alkotják a bordaívet (arcus costae), amely fontos tájékozódási pont, a mellkas alsó határa. 
Bordák fő részei:
- bordafejecske (caput costae)
- nyak (collum costae)
- szöglet (angulus costae)
- test (corpus costae)

Bordák görbületei:
- lapjára, a borda görbületi sugara hátul kisebb, mint elöl
- élére, a borda középső része kissé lejjebb esik, mint a végei
- a borda síkja megcsavarodik a saját tengelye körül, hátulról előre

A bordák csontos ívei mindig hátulról előre, fentről lefelé haladnak, csak a porcos rész halad felfelé. A bordák háztetőszerűen fekszenek, tehát a lejjebb (caudalisan) lévő borda síkja kissé kijjebb van, mint a felette (cranialisan) fekvőé. A bordák hossza felülről lefelé haladva növekszik a 8. bordáig, majd csökken.
Az első borda nem tapintható, mivel a kulcscsont (clavicula) mögött fekszik, az első tapintható borda a második. Az első borda speciális kialakítású, a v. subclavia és az a. subclavia árka (sulcus) található rajta. Az 1-9. bordákon megtalálható a m. serratus anterior eredésének nyoma (tuberositas m. serratus anterioris)

## Más állatoknál

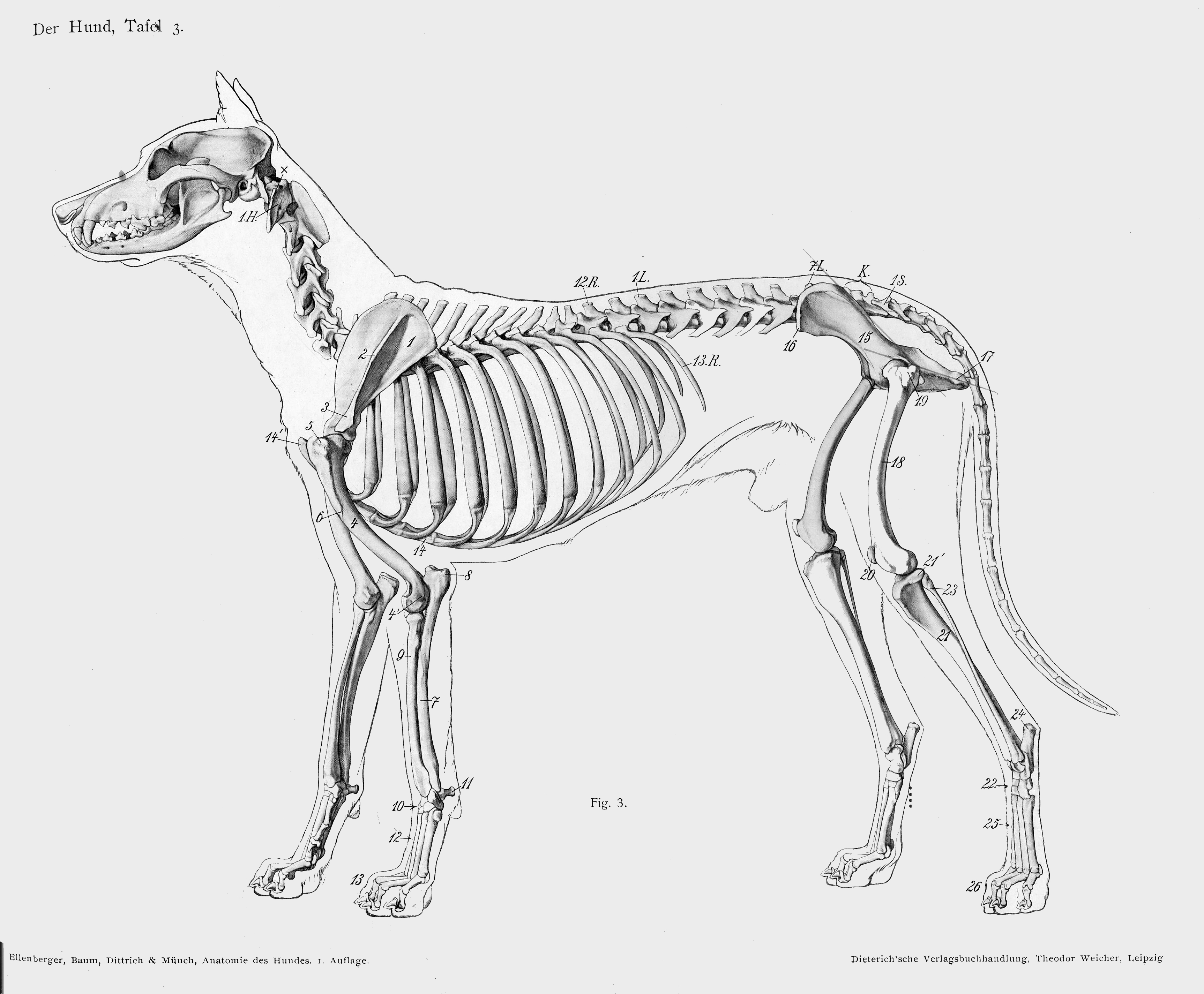
Egy kutya csontváza, melyen jól láthatók a bordák

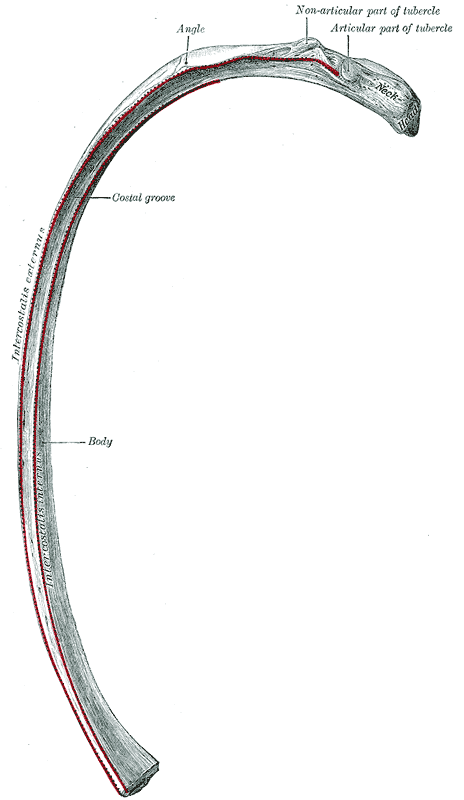
Egy különálló emberi borda

A halaknál, gyakran két bordakészlet kapcsolódik a gerincoszlophoz. Az egyik készlet, a háti bordák a fő, felső és alsó izomszegmensek válaszfalánál találhatók, és nagyjából oldalirányban állnak ki a gerincoszlopból. A második készlet, a hasi bordák éppen a háti bordák alatt emelkednek ki a gerincoszlopból, körbezárják a test alsó részét és a végüknél gyakran összekapcsolódnak. Nem minden fajnak van kétféle bordája, a háti bordák gyakran hiányoznak. A cápáknak például nincsenek háti bordáik, a hasi bordáik pedig nagyon rövidek, míg az ingolaféléknek egyáltalán nincsenek bordáik. Egyes valódi csontoshalak további, az izomzatukon belül elhelyezkedő bordaszerű csontokkal rendelkeznek.
A négylábúaknak azonban, csak egyetlen bordakészletük van, ami valószínűleg homológ a halak háti bordáival. A korai négylábúaknál minden csigolyához kapcsolódott egy bordapár, de a hasi csigolyáknál levők váltak jellemzően a leghosszabbá. A keresztcsonti bordák vastagok és rövidek voltak, mivel belőlük állt a csípő egy része, összekapcsolták a gerincet és a medencecsontot.
A következő formáknál e korai bordák közül sok elveszett. A ma élő kétéltűek és hüllők esetében a bordák szerkezete és száma nagy változatosságot mutat. Például a teknősöknek csak nyolc pár bordája van, melyek egy csontos vagy porcos hátpáncéllá és mellvértté alakultak át, míg a kígyóknál számos borda fut végig a gerinc teljes hossza mentén. A békáknak jellemzően nincsenek bordáik, egy, a csípő részét képező keresztcsonti párt leszámítva.
A madarak esetében a bordák külön csontként csak a mellkas területén találhatók meg, de összeforrt bordák a nyakcsigolyáknál is vannak. A madarak mellkasi bordái hátul messzire kinyúlnak; e processus uncinatusnak nevezett részhez kapcsolódnak a vállizmok.
Az emlősök általában csak a mellkasi csigolyákhoz kapcsolódó különálló bordákkal rendelkeznek, azonban a kloákásokra rögzített nyaki bordák is jellemzők. Az erszényesek és a méhlepényesek nyaki és ágyéki bordái csak apró, a csigolyákkal összeforrt maradványok, melyekre transzverzális nyúlványokként hivatkoznak. Általában az igazi bordák felépítése és száma az emberek esetében hasonló a többi emlőséhez. A hüllőktől eltérően a farokcsigolyákhoz tartozó bordák az emlősöknél nem találhatók meg.

## Fordítás
- Ez a szócikk részben vagy egészben a Rib című angol Wikipédia-szócikk ezen változatának fordításán alapul.  Az eredeti cikk szerkesztőit annak laptörténete sorolja fel. Ez a jelzés csupán a megfogalmazás eredetét és a szerzői jogokat jelzi, nem szolgál a cikkben szereplő információk forrásmegjelöléseként.